# Daisuke Sato
Daisuke Sato (佐藤大介, Sato Daisuke), né le 20 septembre 1994 à Davao, est un footballeur philippin qui évolue au poste de latéral gauche au Persib Bandung.

## Biographie

### En club
Le 7 mars 2014, le Global annonce avoir signe Daisuke Sato.
En juin 2016, il signe avec le Politehnica Iași,.
Fin juin 2017, il est annonce que Sato avait signe pour Horsens pour un contrat de trois ans.
Le 5 janvier 2018, il est rapporte que Sato s'était connecte avec Sepsi OSK.
Le 7 juillet 2021, après la fin du contrat avec Muangthong United. Il est décide de rejoindre le Suphanburi avec un transfert gratuit,.
Le 11 juin 2022, Sato rejoint Persib Bandung. Le 24 juillet 2022, il fait ses débuts en championnat lors d'un match contre le Bhayangkara.

## Palmarès

### En sélection
Philippines
- AFC Challenge Cup :
  - Finaliste : 2014.